# Saint-Georges-Antignac
Saint-Georges-Antignac is een gemeente in het Franse departement Charente-Maritime (regio Nouvelle-Aquitaine) en telt 375 inwoners (1999). De plaats maakt deel uit van het arrondissement Jonzac.

## Geografie
De oppervlakte van Saint-Georges-Antignac bedraagt 10,1 km², de bevolkingsdichtheid is 37,1 inwoners per km².
De onderstaande kaart toont de ligging van Saint-Georges-Antignac met de belangrijkste infrastructuur en aangrenzende gemeenten.

## Demografie
Onderstaande figuur toont het verloop van het inwonertal (bron: INSEE-tellingen).

1. ↑  Populations de référence 2022.